# Tyta isolata
Tyta isolata är en fjärilsart som beskrevs av Todd 1960. Tyta isolata ingår i släktet Tyta och familjen nattflyn. Inga underarter finns listade i Catalogue of Life.